# Coptorhina nanus
Coptorhina nanus är en skalbaggsart som beskrevs av Louis Albert Péringuey 1888. Coptorhina nanus ingår i släktet Coptorhina och familjen bladhorningar. Inga underarter finns listade i Catalogue of Life.